# Étaules
|  | Per a altres significats, vegeu «Étaules (Costa d'Or)». |

Étaules és un municipi francès al departament del Charente Marítim (regió del Charente Marítim). L'any 2007 tenia 2.153 habitants.

## Demografia

### Població
El 2007 la població de fet d'Étaules era de 2.153 persones. Hi havia 869 famílies de les quals 222 eren unipersonals (98 homes vivint sols i 124 dones vivint soles), 335 parelles sense fills, 218 parelles amb fills i 94 famílies monoparentals amb fills.
La població ha evolucionat segons el següent gràfic:

### Habitatges
El 2007 hi havia 1.179 habitatges, 911 eren l'habitatge principal de la família, 175 eren segones residències i 94 estaven desocupats. 1.087 eren cases i 89 eren apartaments. Dels 911 habitatges principals, 672 estaven ocupats pels seus propietaris, 222 estaven llogats i ocupats pels llogaters i 17 estaven cedits a títol gratuït; 4 tenien una cambra, 51 en tenien dues, 162 en tenien tres, 295 en tenien quatre i 400 en tenien cinc o més. 760 habitatges disposaven pel capbaix d'una plaça de pàrquing. A 454 habitatges hi havia un automòbil i a 389 n'hi havia dos o més.

### Piràmide de població
La piràmide de població per edats i sexe el 2009 era:
| Homes | Edats   | Dones |
| ----- | ------- | ----- |
| 0     | 95 o +  | 12    |
| 0     | 90 a 94 | 40    |
| 16    | 85 a 89 | 44    |
| 12    | 80 a 84 | 32    |
| 44    | 75 a 79 | 36    |
| 44    | 70 a 74 | 60    |
| 76    | 65 a 69 | 76    |
| 48    | 60 a 64 | 60    |
| 28    | 55 a 59 | 32    |
| 52    | 50 a 54 | 40    |
| 52    | 45 a 49 | 60    |
| 76    | 40 a 44 | 48    |
| 40    | 35 a 39 | 60    |
| 48    | 30 a 34 | 48    |
| 32    | 25 a 29 | 44    |
| 40    | 20 a 24 | 20    |
| 44    | 15 a 19 | 36    |
| 48    | 10 a 14 | 24    |
| 32    | 5 a 9   | 36    |
| 44    | 0 a 4   | 16    |

## Economia
El 2007 la població en edat de treballar era de 1.283 persones, 866 eren actives i 417 eren inactives. De les 866 persones actives 744 estaven ocupades (390 homes i 354 dones) i 122 estaven aturades (58 homes i 64 dones). De les 417 persones inactives 239 estaven jubilades, 76 estaven estudiant i 102 estaven classificades com a «altres inactius».

### Ingressos
El 2009 a Étaules hi havia 946 unitats fiscals que integraven 2.190 persones, la mediana anual d'ingressos fiscals per persona era de 16.932,5 €.

### Activitats econòmiques
Dels 104 establiments que hi havia el 2007, 3 eren d'empreses alimentàries, 4 d'empreses de fabricació d'altres productes industrials, 32 d'empreses de construcció, 28 d'empreses de comerç i reparació d'automòbils, 2 d'empreses de transport, 2 d'empreses d'hostatgeria i restauració, 1 d'una empresa d'informació i comunicació, 2 d'empreses financeres, 2 d'empreses immobiliàries, 15 d'empreses de serveis, 9 d'entitats de l'administració pública i 4 d'empreses classificades com a «altres activitats de serveis».
Dels 39 establiments de servei als particulars que hi havia el 2009, 1 era una oficina de correu, 1 una oficina bancària, 2 tallers de reparació d'automòbils i de material agrícola, 1 autoescola, 2 paletes, 8 guixaires pintors, 5 fusteries, 8 lampisteries, 3 electricistes, 2 empreses de construcció, 2 perruqueries, 2 restaurants, 1 agència immobiliària i 1 saló de bellesa.
Dels 8 establiments comercials que hi havia el 2009, una era una botiga de més de 120 m², una botiga de menys de 120 m², 2 fleques, una peixateria, una llibreria, una botiga de material esportiu i una floristeria.
L'any 2000 a Étaules hi havia 18 explotacions agrícoles que ocupaven un total de 630 hectàrees.

## Equipaments sanitaris i escolars
L'únic equipament sanitari que hi havia el 2009 era una farmàcia. El 2009 hi havia una escola maternal i una escola elemental.

## Poblacions properes
El següent diagrama mostra les poblacions més properes.